# 기믈레
기믈레(고대 노르드어: Gimlé, 아이슬란드어: Gimli)는 노르드 신화에서 라그나로크 이후 생존자들이 살게 될 공간이다. 〈길피의 속임수〉와 〈무녀의 예언〉에 언급되며, 세상에서 가장 아름다운 장소이고 태양보다도 아름다울 것이라고 한다.
기믈레는 신들이 사는 곳이며, 황금으로 지붕을 올렸다. 정의로운 사람이 죽어서 가는 곳이라고 한다.
노르웨이의 파시스트 정치인이자 총리를 역임한 비드쿤 크비슬링이 오슬로에 있는 자기 집 빌라 그란데를 "기믈레"(Gimle)라고 불렀던 바 있다.

## 같이 보기
- 엘리시온
- 김리